# Бин Дунь Дунь и Сюэ Жун Жун

Бин Дунь Дунь (слева) и Сюэ Жун Жун (справа)

Бин Дунь Дунь (кит. 冰墩墩, Bīng Dūn Dūn) — официальный талисман зимних Олимпийских игр 2022 года, и Сюэ Жун Жун (кит. 雪容融, Xuě Róng Róng) — официальный талисман зимних Паралимпийских игр 2022 года. Бин Дунь Дунь это большая панда, а Сюэ Жун Жун — китайский бумажный фонарик.

## История
Конкурс дизайна талисмана стартовал 8 августа 2018 года. Всего на конкурс поступило 5800 заявок из Китая и 35 других стран. Китайские и международные эксперты сделали предварительный отбор кандидатов, а жюри Академии изящных искусств Гуанчжоу и Университета искусств Цзилиня составило список лучших вариантов. Победителями стали Бин Дунь Дунь и Сюэ Жун Жун. Автор Бин Дунь Дуня — главный дизайнер Академии искусств Гуанчжоу Цао Сюэ.
Во время проведения зимних Олимпийских игр в Пекине медалисты получали фигурку Бин Дунь Дуня на церемонии сразу после завершения их соревнования, а медали вручались на более поздней церемонии, объединяющей победителей нескольких соревнований.
Главным создателем талисмана Паралимпийских игр стал Цзян Юфань, аспирант школы дизайна Цзилиньского университета. По его словам, во время празднования китайского Нового года в каждой семье можно увидеть красные фонари, ставшие прототипом для персонажа по имени Сюэ Жун Жун. Цзян Юфань считает, что талисман «сочетает в себе превосходное традиционное культурное наследие Китая, а благодаря антропоморфной художественной обработке и добавлению элементов зимних видов спорта появился яркий образ с выдающимися особенностями».

## Персонажи

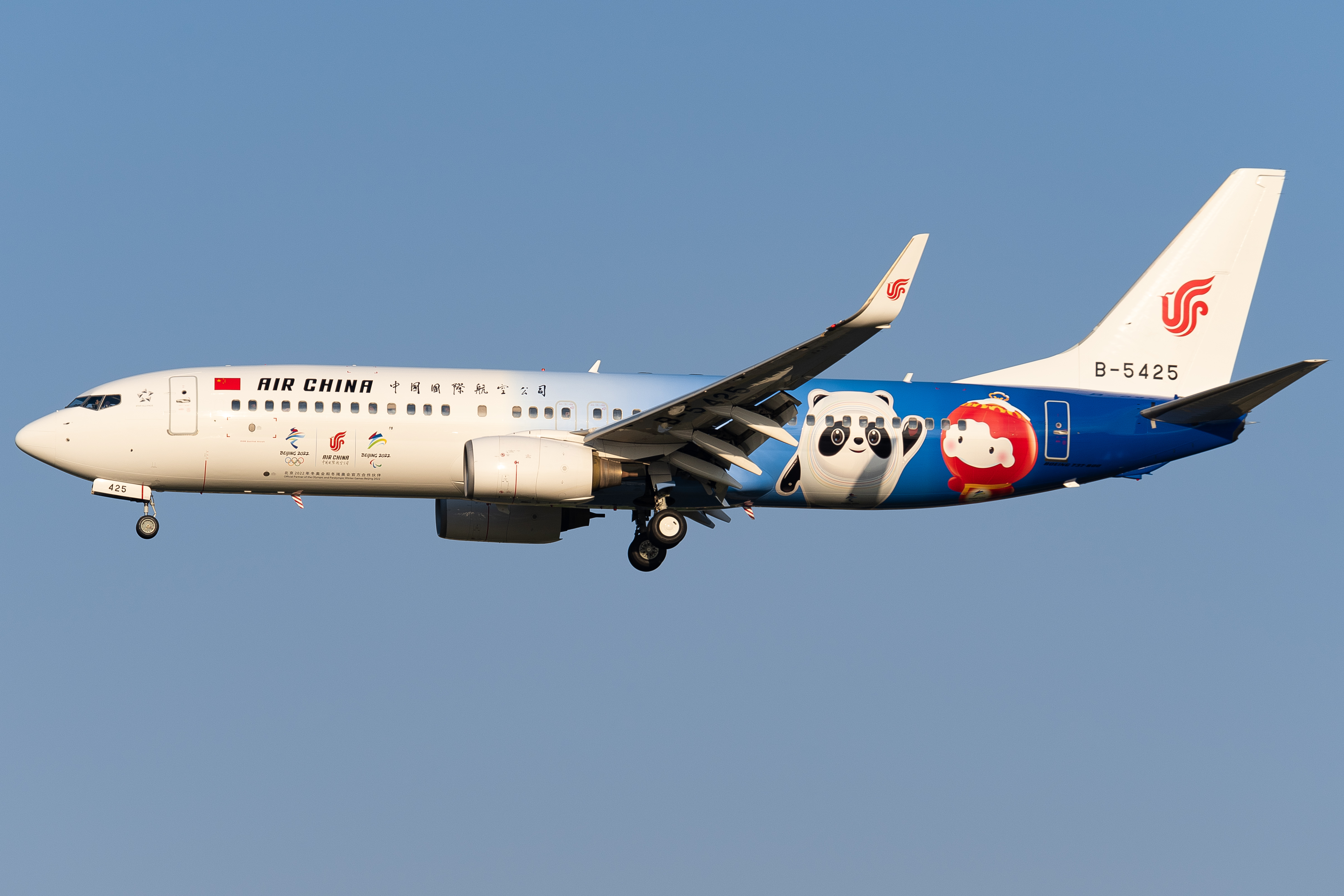
Талисманы на ливрее Boeing 737-800 авиакомпании Air China

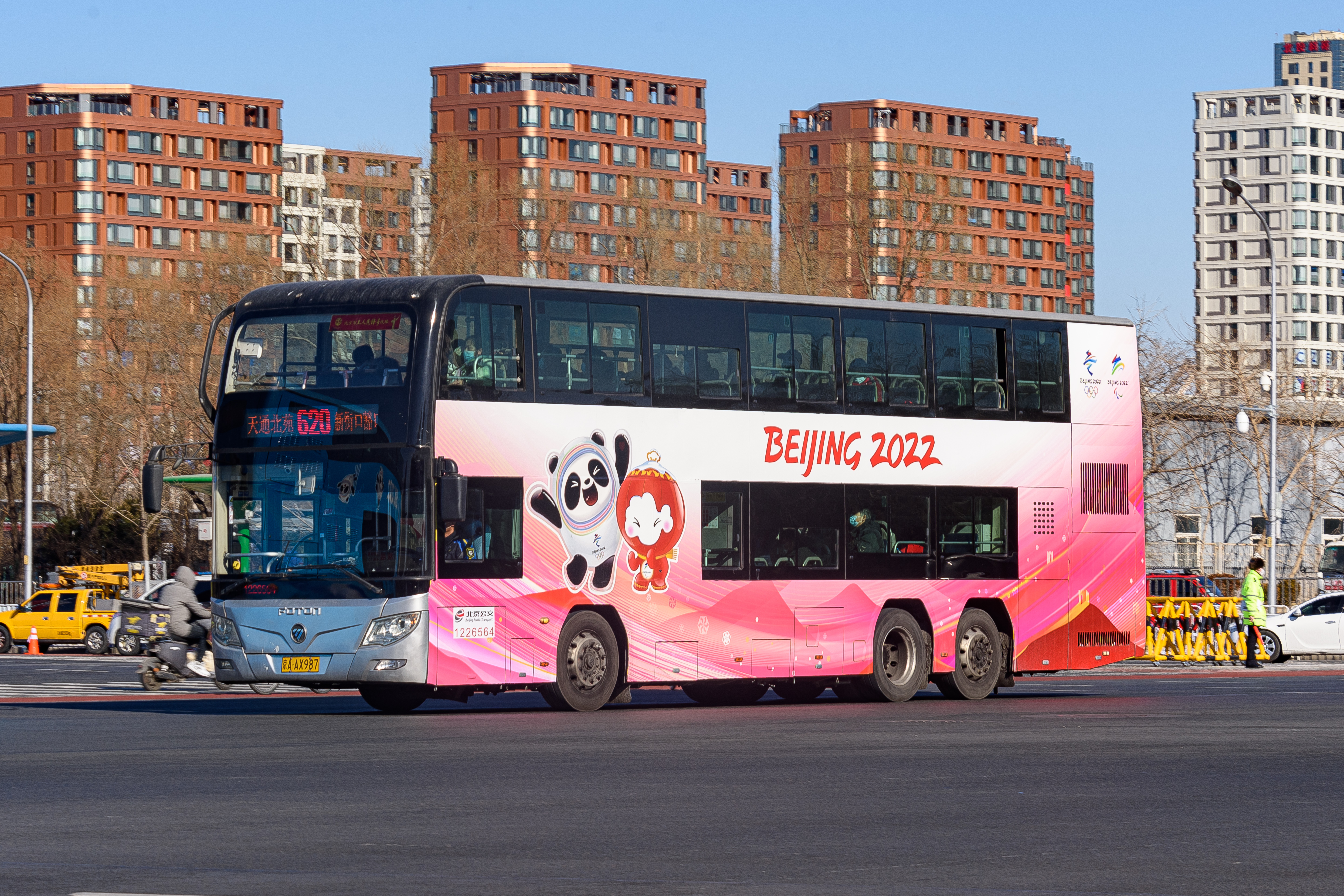
Автобус с талисманами в Пекине

### Бин Дунь Дунь
Бин Дунь Дунь — большая панда в костюме изо льда, напоминающем космический скафандр. Разноцветные яркие линии вокруг мордочки панды символизируют новейшие спортивные объекты пекинской Олимпиады и отсылают к стадиону «Ледяная лента», главному конькобежному залу зимних Олимпийских игр в Пекине. Сердечки на лапах Дунь Дуня олицетворяют гостеприимство Китая в отношении всех участников и зрителей Олимпиады. По легенде, панда Бин Дунь Дунь гуляла в зимнем бамбуковом лесу, где встретила таинственную сущность, прибывшую из космоса, а после контакта с ней обрела сверхспособности. Благодаря костюму изо льда панда может летать, кататься на коньках, лыжах и сноуборде. «Ледяной костюм» Бин Дунь Дуня вдохновлён традиционным китайским зимним угощением тангулу — фруктом, покрытым прозрачной карамелью.
На современном китайском языке слово «Бин» имеет несколько значений, одно из которых «лёд», также это слово означает чистоту и силу. «Дунь Дунь» означает «здоровый», «крепкий», «жизнерадостный». Также в Китае так ласково называют детей. Буквально Бин Дунь Дунь можно перевести как «ледяное дитя».

### Сюэ Жун Жун
Сюэ Жун Жун — китайский бумажный фонарик, напоминающий ребёнка. В дизайне талисмана использованы элементы традиционной китайской вырезки из бумаги и орнаменты жуйи. Китайский бумажный фонарь — древний культурный символ Китая, связанный с праздником, урожаем, процветанием и яркостью. Исходящее из сердца Сюэ Жун Жуна сияние символизирует дружбу, тепло, отвагу и настойчивость паралимпийцев.
Имя Сюэ Жун Жун имеет несколько значений. Слово «Сюэ» произносится как китайский иероглиф, обозначающий снег (кит. 雪). Второй иероглиф в имени талисмана «Жун» (кит. 容) на севернокитайском языке значит «включать в себя» и «быть толерантным», а третий иероглиф «Жун» (кит. 融) можно перевести как «таяние». Имя талисмана Сюэ Жун Жун в совокупности призывает людей с ограниченными возможностями к большему участию и большему взаимопониманию и диалогу между культурами мира.

## Популярность Бин Дунь Дуня
Игрушки Бин Дунь Дуня стали очень популярными в Китае во время проведения Олимпиады. Магазины распродавали все запасы сувениров и люди выстраивались в часовые очереди перед сувенирными магазинами, чтобы приобрести игрушки. Российский конькобежец Руслан Захаров, завоевавший серебряную медаль в командной гонке, подтвердил длинные очереди в сувенирные магазины и пошутил, что «проще получить его [Бин Дунь Дуня], выиграв медаль». Китайский сноубордист Су Имин после завоевания серебряной медали написал на своей странице в соцсети, что завидовал китайским конькобежцам, стоящим на подиуме с Бин Дунь Дунями, поэтому приложил все силы, чтобы добыть игрушку.
Из-за популярности Бин Дунь Дуня во время Олимпиады в Китае возник дефицит официальных лицензионных игрушек талисмана. Церемония открытия зимних XXIV Олимпийских игр пришлась на празднование китайского Нового года, когда фабрики были закрыты, а после не смогли удовлетворить спрос на сувениры. На вторичном рынке игрушки Дунь Дуня продавались в десятки раз дороже их первоначальной стоимости, достигая 500 долларов за игрушку. В первые дни ажиотажа наблюдался рост акций лицензированных производителей сувениров.
10 февраля 2022 года было объявлено о грядущей продаже 500 виртуальных «эпических коробок» (англ. epic boxes) — официально лицензированных цифровых NFT-значков с дизайнами Бин Дунь Дуня. Продажи начались на следующий день на торговой платформе nWayPlay, каждая «коробка» стоила $99 и содержала 3 цифровых значка с Бин Дунь Дунем и различными видами спорта. В первый день продаж цена на NFT выросла более чем в 20 раз, а затем в течение недели сильно упала, что, по сообщениям отраслевых наблюдателей индустрии, подчеркнуло острую проблему зарождающейся индустрии NFT, полной спекуляций и слишком зависимой от трафика, генерируемого конкретным событием. Вторая партия официально лицензированных NFT-коробок поступила в продажу 17 февраля. Каждая коробка этой партии содержала один «легендарный» значок и два «эпических», а первоначальная цена на набор составила уже $349.